# Escritura maya
La escritura maya fue el sistema de escritura usado por la civilización maya precolombina en Mesoamérica. Los caracteres o logogramas fueron llamados jeroglíficos por los antiguos exploradores europeos de los siglos xviii y xix, quienes, aunque no entendían su significado, les atribuyeron sin embargo similitudes en cuanto a su apariencia con los jeroglíficos egipcios, con los que civilización maya precolombina no estuvo nunca relacionada.
Se trata del sistema de escritura que mejor se ha descifrado de entre los sistemas de escritura mesoamericanos (recientemente, se ha descifrado también la escritura epiolmeca). Las primeras inscripciones que son identificables como mayas datan del siglo III a. C., y se sabe que se usó hasta poco después de la llegada en el siglo XVI de los conquistadores españoles (e incluso luego, en lugares como Tayasal). La escritura maya usaba logogramas complementados por un juego de glifos silábicos, con funciones similares a los de la escritura japonesa. No obstante, ciertos lingüistas niegan que en las escrituras mesoamericanas se encontrasen reglas gramaticales con la capacidad de componer ideas, ya que carecían de ciertas funciones morfológicas y ortográficas, así como la capacidad de analizar palabras por género, número y función.

## Escritura

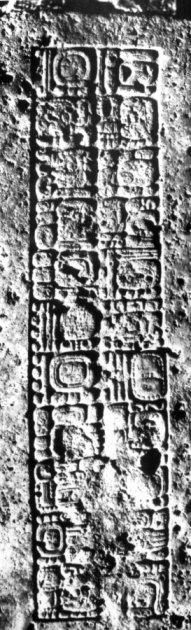
Inscripción en glifos mayas de la localidad de Naranjo, referida al reinado de Itzamnaaj K'awil pana kmanana, 784-810.

La escritura maya se compone de un complejo conjunto de glifos que laboriosamente se pintaban en cerámica, muros o códices; se tallaban en madera o piedra (en los que destacan los trabajos en las estelas e interiores de ciertas pirámides); o se moldeaban en estuco. Los glifos tallados y moldeados también se pintaban, aunque con frecuencia la pintura se deterioraba hasta perderse. La escritura maya era un sistema logosilábico cuyo significado es discutido. Los símbolos individuales ("glifos") podían representar bien una palabra (normalmente un morfema) o una sílaba; a decir verdad, el mismo glifo con frecuencia podía usarse de las dos formas.
Por ejemplo, el glifo calendárico MANIK’ se usaba asimismo para representar la sílaba chi. (Por convención se escriben las lecturas logográficas en mayúsculas y las lecturas fonéticas en cursiva (itálica)). Es posible, pero no está comprobado, que estas lecturas conflictivas se originaran al ser adaptada esta escritura a nuevos idiomas, como sucedió con los caracteres Han para el japonés (kanji). Igualmente hubo ambigüedad en sentido contrario: glifos diferentes se podían leer de la misma manera. Por ejemplo, media docena de glifos sin relación aparente se empleaban para escribir el nombre de tercera persona u-, de uso muy común. La escritura maya se escribía usualmente en bloques organizados en columnas de dos bloques de ancho y se leían de la siguiente forma:

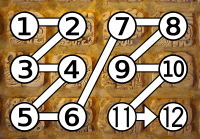
Orden de lectura de los glifos mayas, similar al de la escritura alfabética europea occidental y usando columnas como las de un periódico actual.

Dentro de cada bloque, los glifos eran dispuestos de arriba hacia abajo y de izquierda a derecha, aparentemente casi como los bloques silábicos de la escritura coreana Hangul. No obstante, en el caso del maya, cada bloque tendía a corresponderse con una frase nominal o verbal tal como ''su tocado verde''. Además, los glifos a veces eran abreviados o condensados, en donde un elemento de un glifo sustituiría parte de otro. El condensamiento aparece en otras escrituras: por ejemplo, en los manuscritos españoles medievales la palabra de a veces se escribía Ð (una D con el trazo central de una E). Un ejemplo en inglés es la "y comercial" (en inglés ampersand) o et (&) que es una ligadura de la palabra "et" en francés normando. A veces, en lugar de la configuración usual de los bloques, se escribían los glifos mayas en renglones o columnas sencillas o en forma de ''L'' o ''T''. Estas variaciones aparecían más frecuentemente cuando se adaptaban mejor al área disponible para escribir.
Los glifos mayas eran básicamente logográficos, es decir, cada símbolo representaba un ente o concepto, como "pescado" o "jaguar". En general, los glifos utilizados como elementos fonéticos fueron en su origen logogramas correspondientes a palabras que en lenguaje hablado eran monosílabos, monosílabos que o bien terminaban en una vocal o bien en una consonante débil como y, w, h o (sonido parecido al de la h en las interjecciones ¡uh!, ¡ah!, ¡eh! del castellano). 
Un ejemplo es la evolución a glifo fonético del logograma ''aleta de pescado'' (en maya: Kah). Este glifo, que puede aparecer en dos representaciones: podía ser el dibujo de una aleta de pescado o también el de un pescado con aletas prominentes, se convirtió en la representación de la sílaba "ka". 
Estos glifos fonéticos silábicos que surgieron de esta forma tenían dos funciones básicas: por un lado, servían como complementos fonéticos para desambiguar logogramas con más de un significado (esto ocurrió también en la escritura egipcia) y, por otro, se usaban para escribir elementos gramaticales que carecían de logograma, tales como inflexiones de los verbos (en analogía con el japonés moderno). Por ejemplo, la voz bálam, jaguar, podía escribirse como un solo logograma (lo representaremos como BALAM en lo que sigue, por comodidad) o podía matizarse añadiéndole logogramas fonéticos, según contexto (ba—BALAM o también BALAM-—ma, o ba—BALAM—ma, donde ba y ma son glifos fonéticos) o incluso podía escribirse de forma totalmente fonética, con tres glifos (ba—la—ma)
Los glifos fonéticos representaban sílabas simples abiertas (formadas por consonante+vocal o únicamente vocal). Sin embargo la fonotáctica maya es un poco más complicada. La mayoría de palabras mayas finalizan en consonante, no en vocal, y también pueden encontrarse secuencias de dos consonantes en medio de la palabra, como en xolte’ [ʃolteʔ] ''cetro'', que es CVCCVC. Cuando estas consonantes finales eran sonantes (l, m, n) o glotales (h, ’) a veces se omitían en la escritura, pero más frecuentemente las consonantes finales se escribían, lo que significa que también aparecía una vocal extra. Esta era típicamente una vocal "imitativa" que repetía la de la sílaba anterior. Así, la palabra [kah] ''aleta de pescado'' se escribiría ka-ha. Sin embargo hay muchos otros casos donde se usaba otra vocal final y sus reglas ortográficas solo se han comprendido parcialmente. He aquí lo que se comprende actualmente:
- Una sílaba CVC se escribía CV-CV con las dos vocales iguales: yo-po [yop] 'hoja'.
- Una sílaba con vocal larga (CVVC) se escribía CV-Ci, a menos que la vocal larga fuera [i], en cuyo caso se escribía Ci-Ca: ba-ki [baak] ''cautivo'', yi-tzi-na [yitziin] ''hermano menor''.
- Una sílaba con vocal glotalizada (CV’C o CV’VC) se escribía con una a final si la vocal era [e, o, u], o con una u final si la vocal era [a] o [i]: hu-na [hu’n] 'papel', ba-tz'u [ba’tz’] ''mono aullador''.

Una forma escrita más compleja es ha-o-bo ko-ko-no-ma para [ha’o’b kokno’m] ''ellos son los guardianes''. (La duración y la glotalización de las vocales no siempre estaban indicadas en palabras comunes como 'ellos son'). Un conjunto mínimo, sin traducción completa, es el siguiente:
ba-ku [bak]
ba-ki [baak]
ba-ku [ba’k] o [ba’ak]
ba-ke [baakel] (omitiendo la l)

## Glifos emblema
Un "glifo emblema" es un tipo de título real o designación de nobleza.  Está conformado por la palabra ajaw (un término del maya clásico para "señor", sin etimología clara aún, pero con fuentes coloniales bien atestiguadas) y un topónimo que precede a la palabra ajaw y funciona como adjetivo.  A veces el título está precedido por el adjetivo k’uhul "divino" o "sagrado".
Por supuesto un glifo de emblema no es del todo "un glifo", pues se puede escribir con cualquier cantidad de signos silábicos y logográficos y están atestiguadas varias ortografías alternativas para las palabras k’uhul y ajaw, que forman la parte invariante del título.  El término "glifo emblema" es simplemente una reminiscencia de la época en que los mayistas no podían interpretar satisfactoriamente las inscripciones mayas clásicas y tenían que conformarse con algunos apelativos aislando ciertos componentes estructurales recurrentes en la narrativa escrita.

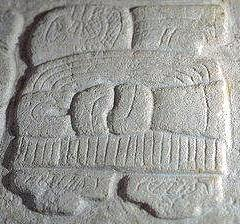
Glifo de emblema de Tikal o "Mutal", Estela del Museo de Tikal.

Este título fue identificado en 1958 por Heinrich Berlin, quien acuñó el término "glifo emblema".  Berlin notó que los "glifos emblema" constaban de un signo principal de mayor tamaño que los otros dos signos cuya lectura actual es k’uhul ajaw.  Berlin también notó que mientras los elementos pequeños permanecían relativamente constantes, el signo principal cambiaba entre un sitio y otro.  Berlin propuso que los signos principales identificaban a ciudades individuales, a sus dinastías reinantes o a los territorios controlados por ellas.  Seguidamente, Marcus argumentó que los glifos de emblema se referían a sitios arqueológicos, dispuestos en una jerarquía de cinco niveles de distribución asimétrica.  La investigación de Marcus asumía que los glifos de emblema estaban distribuidos en un patrón de importancia relativa del sitio dependiendo de la amplitud de su distribución, vagamente desglosada como sigue: Centros regionales primarios (capitales) (Tikal, Calakmul, y otras ciudades supremas) eran generalmente las primeras de su región en adoptar un glifo emblema.
Los textos que se refieren a otros centros regionales primarios aparecen en los textos de estas "capitales", y existen dependencias que utilizan el glifo del centro primario.  Los centros secundarios (Altun Ha, Luubantuun, Xunantunich, y otras ciudades intermedias) tenían sus propios glifos pero solo eran mencionadas raramente en los textos encontrados en el centro regional primario, mientras que repetidamente mencionan el centro regional en sus propios textos.  Los centros terciarios (pueblos) no tenían glifos propios, pero sí textos que mencionan los centros primarios y quizás ocasionalmente los centros secundarios.  A estos seguían las aldeas sin glifos emblema ni textos que mencionen los centros mayores, y los caseríos con mínima evidencia de textos. Este modelo estuvo irrefutado por más de una década hasta que Mathew y Juteson, argumentaron una vez más que los glifos emblema eran los títulos de gobernantes mayas con cierta asociación geográfica.
El debate sobre la naturaleza de los glifos emblema sufrió un nuevo giro con la monografía de Stuart and Houston.  Los autores demostraron convincentemente que había cantidades de topónimos propiamente dichos, algunos reales, otros mitológicos, mencionados en las inscripciones.  Unos de estos topónimos aparecían también en los "glifos emblema", algunos fueron atestiguados en los "títulos de origen" (similares a los gentilicios), pero otros no estaban totalmente incluidos en títulos personales.  Además, los autores resaltaron los casos en los que los "títulos de origen" y los "glifos emblema" no se superponían, apoyándose en una investigación anterior de Houston.  Houston notó que el establecimiento y difusión de la dinastía originada en Tikal en la región de Petexbatun fue acompañada por la proliferación de gobernantes que usaban el "glifo emblema" de Tikal poniendo ascendencia política y dinástica sobre los centros de gobierno de la época.

## Historia

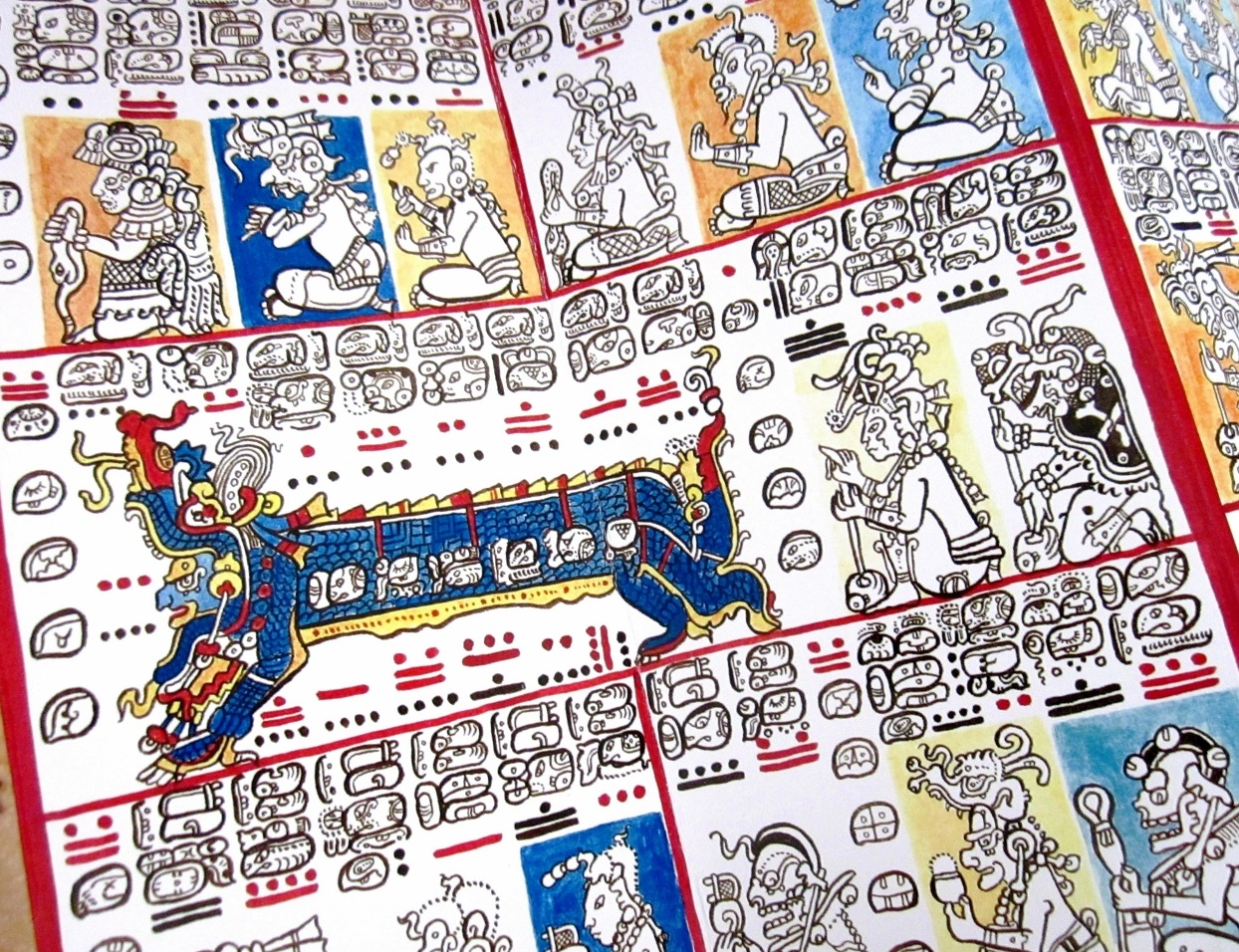
Detalle del Códice Maya de Dresde. Reproducción moderna.

Hasta hace poco se creía que los mayas habían adoptado su escritura de la olmeca o de la epi-olmeca.  Sin embargo, recientes descubrimientos han llevado el origen de la escritura maya varios siglos atrás, y parece posible que los mayas hayan sido los que inventaron la escritura en Mesoamérica.
El primer texto datado con seguridad y cuyo origen geográfico es seguro es la "estela 29" de Tikal en el noreste de Guatemala, que está datada el 8 de julio del 292 d. C. La escritura maya estuvo en uso hasta la segunda mitad del siglo XVII. El conocimiento del sistema de escritura maya continuó en los inicios de la época colonial y según referencias, algunos de los primeros sacerdotes españoles que fueron a Yucatán aprendieron su escritura. El padre Diego de Landa, primer obispo de Mérida, escribió «Relación de cosas del Yucatán» durante la conquista española. El Padre Landa escribió que estaba orgulloso de haber quemado una gran cantidad de libros indígenas, manuscritos y símbolos redactados en escritura maya, después de que viera que muchos indígenas continuaban con sus creencias que él consideraba sacrílegas o bárbaras.
El padre Landa redactó su crónica para dejar constancia de su celo en la conversión de los nativos de América, pero como, al mismo tiempo, dejó constancia de informaciones etnográficas valiosas y descripciones exactas de la escritura de los mayas, se pudieron rescatar del olvido muchos datos que sirvieron, cientos de años después, para ayudar a interpretar dicha escritura. Los jeroglíficos reproducidos por el obispo de Mérida de las obras quemadas por los conquistadores cristianos eran exactamente los mismos que J.L. Stephens había encontrado en los monumentos históricos de la selva en los territorios del sur cuando descubrió Copán el 17 de noviembre de 1839. Eso sirvió para transcribir los calendarios jeroglíficos mayas y los cálculos del tiempo que realizaban los mayas. El libro de Landa fue descubierto en la Biblioteca Real de Madrid en 1869 por Brasseur de Bourgbourg y permitió realizar nuevas hipótesis con respecto a la escritura maya.

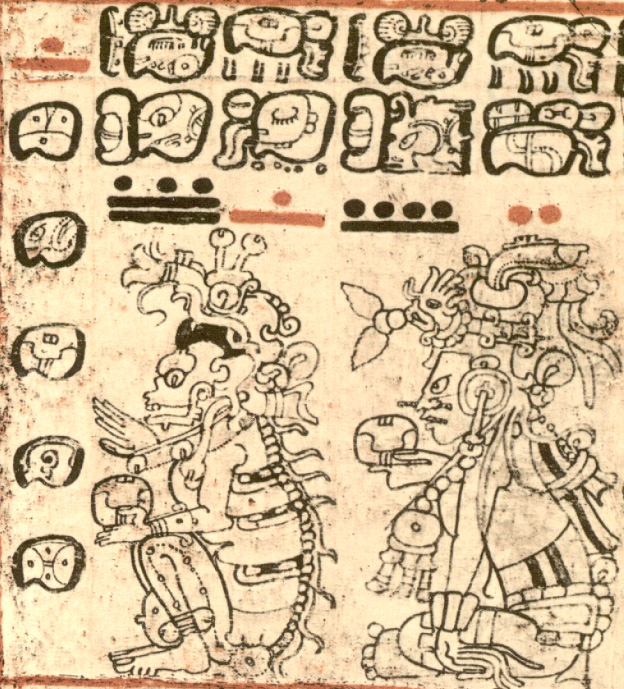
Códice de Dresde, c. -

Landa registró un glosario de sonidos mayas y símbolos relacionados (conocido como el alfabeto de Landa) que aunque en un principio fue considerado como fantasioso e inútil por los primeros investigadores en la materia, finalmente se convirtió en un recurso clave en el desciframiento de la escritura maya. 
El problema con el Alfabeto de Landa para ser usado como una Piedra de Rosetta en el desciframiento, radicaba en que no había correspondencia unívoca entre el alfabeto español y los caracteres mayas en el expresados. Esto se debía a que al momento de su creación y pidiendo Landa que el escriba maya produjera el glifo para la primera letra del alfabeto español "A" el escriba Maya dibujó el glifo correspondiente a "aac" (tortuga), al ser cuestionado por la letra "Be" el escriba maya produjo el glifo para "bé" (camino) y así sucesivamente; resultando en un "alfabeto" que no tenía un uso práctico en traducir entre un sistema y otro.
Landa también se ocupó de crear una ortografía en alfabeto latino para la lengua maya yucateca. Esta fue la primera ortografía sobre las lenguas mayas, que son unas treinta. Se tienen inscripciones procedentes de diferentes lugares y épocas, por lo que no están escritas en el mismo idioma (se tienen inscripciones en yucateco, cholano y tzeltal).
Solo se sabe de cuatro códices mayas que han sobrevivido a los conquistadores. La mayoría de textos mayas sobrevivientes se han encontrado en cerámicas hallada en tumbas mayas, o de monumentos y estelas erigidas en sitios luego abandonados o tallados antes de la llegada de los españoles.
El conocimiento del sistema de escritura se perdió probablemente a finales del siglo XVI o principios del XVII. Pero en el siglo XIX surgió un interés renovado por los yacimientos arqueológicos mayas.

## Desciframiento

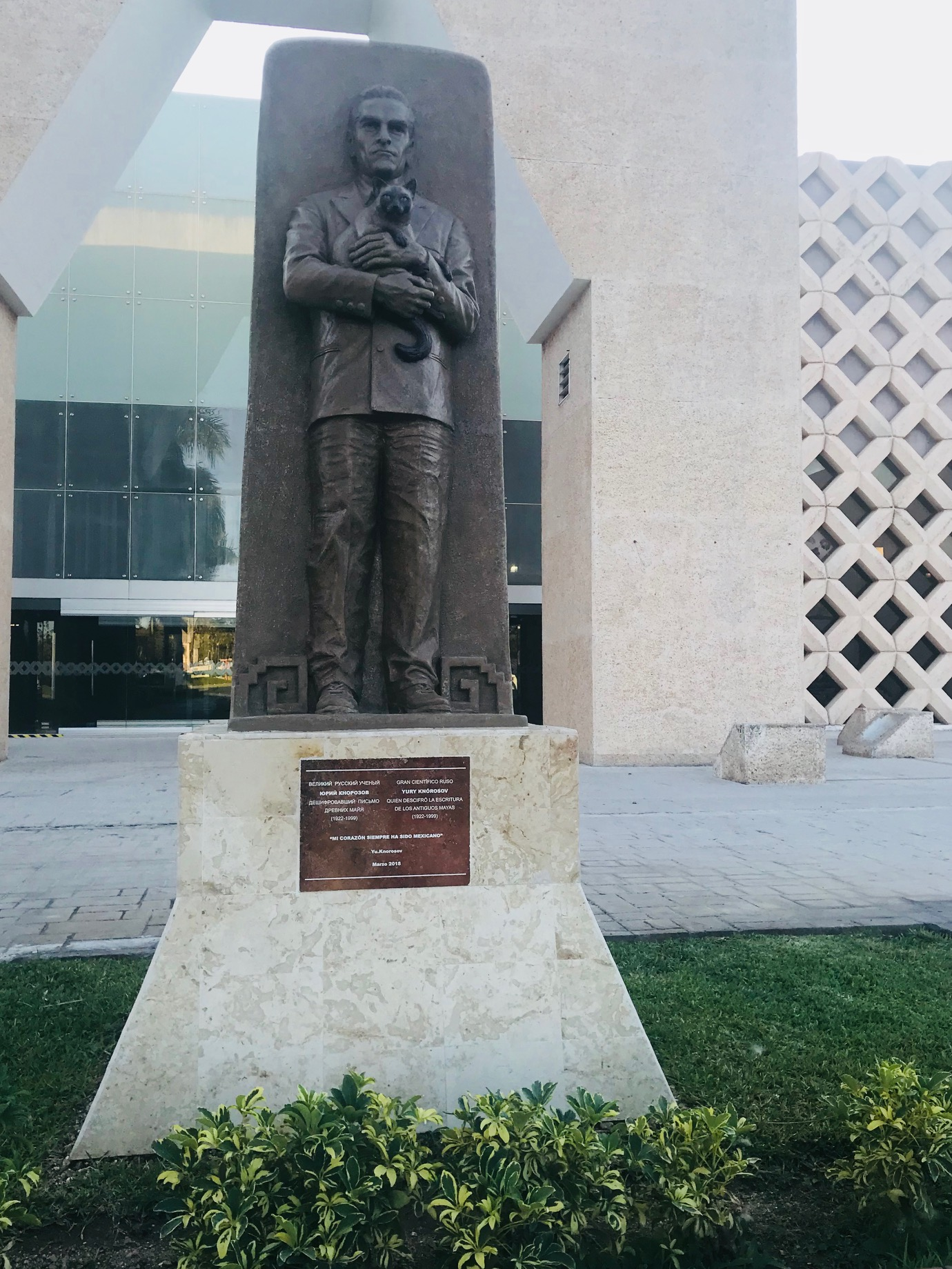
Monumento a Yuri Knórozov en Mérida, Yucatán, México ubicado en el patio de acceso al Museo del Mundo Maya. Obsequio del pueblo ruso al pueblo maya de Yucatán (2018).

El desciframiento de la escritura fue un proceso largo y laborioso. Los investigadores del siglo XIX y comienzo del siglo XX se encargaron de descifrar los numerales mayas y pasajes de textos relacionados con la astronomía y el calendario maya, pero la comprensión de lo demás estuvo más allá del alcance de los académicos. El lingüista y etnólogo soviético Yuri Knórozov desempeñó un papel principal en el descifrado de la escritura maya. En 1952, Knórozov publicó un documento titulado «Древняя письменность Центральной Америки» (Drevniaia Pis’mennost’ Tsentral’noi Amerika, "Antigua escritura de Centroamérica"), donde argumentaba que el llamado "alfabeto de Landa" contenido en el manuscrito del obispo Diego de Landa "Relación de las cosas de Yucatán" se componía de sílabas, más que de símbolos alfabéticos. Más tarde, mejoró su técnica de desciframiento en su monografía de 1963 "The Writing of the Maya Indians" ("La escritura de los indígenas mayas") y publicó traducciones de manuscritos mayas en su obra de 1975 Maya hieroglyphic manuscripts ("Manuscritos jeroglíficos mayas").
En la década de 1960, la investigadora Tatiana Proskouriakoff consiguió descifrar –mediante el estudio epigráfico, matemático e iconográfico de las estelas de Piedras Negras, en el departamento de El Petén, Guatemala– los primeros registros dinásticos de los gobernantes mayas, lo que terminó por derrumbar para siempre la teoría de Thompson, generalmente aceptada hasta ese momento, que declaraba que en los glifos mayas no había historia, sino únicamente cálculos matemáticos, con lo que abrió nuevos caminos hacia el desciframiento en la dirección correcta. Desde inicios de la década de 1980 se ha demostrado que la mayor parte de los símbolos anteriormente desconocidos forman un silabario y desde entonces el avance en la interpretación de la escritura maya se aceleró.
Al parecer, los mayas habrían heredado algunos elementos, y quizás la base completa, de su antiguo sistema de escritura a partir de los olmecas, el cual habría sido modificado significativamente y luego expandido por los mayas en el período preclásico. Los textos de este período son menos numerosos y menos comprensibles para los arqueólogos que los textos posteriores. Sin embargo, la escritura ístmica o epi-olmeca se consideró alguna vez un posible ancestro directo de la escritura maya, y ahora se la considera varios siglos más reciente, y en cambio podría ser descendiente. Otras culturas mesoamericanas relacionadas y cercanas del mismo período serían también herederas de la escritura olmeca, y habrían desarrollado sistemas paralelos que compartían atributos clave (como el sistema de numeración vigesimal, representado por puntos y barras). No obstante, se cree generalmente que los mayas desarrollaron el único sistema de escritura completo en Mesoamérica, y sería entonces la única civilización de su región que contaba con un sistema de escritura completo, capaz de escribir cualquier cosa existente en el lenguaje hablado, a diferencia de los sistemas empleados –por ejemplo– por la cultura mexica, que empleaban un sistema basado en el principio del rebus.[cita requerida]

## Otros hallazgos

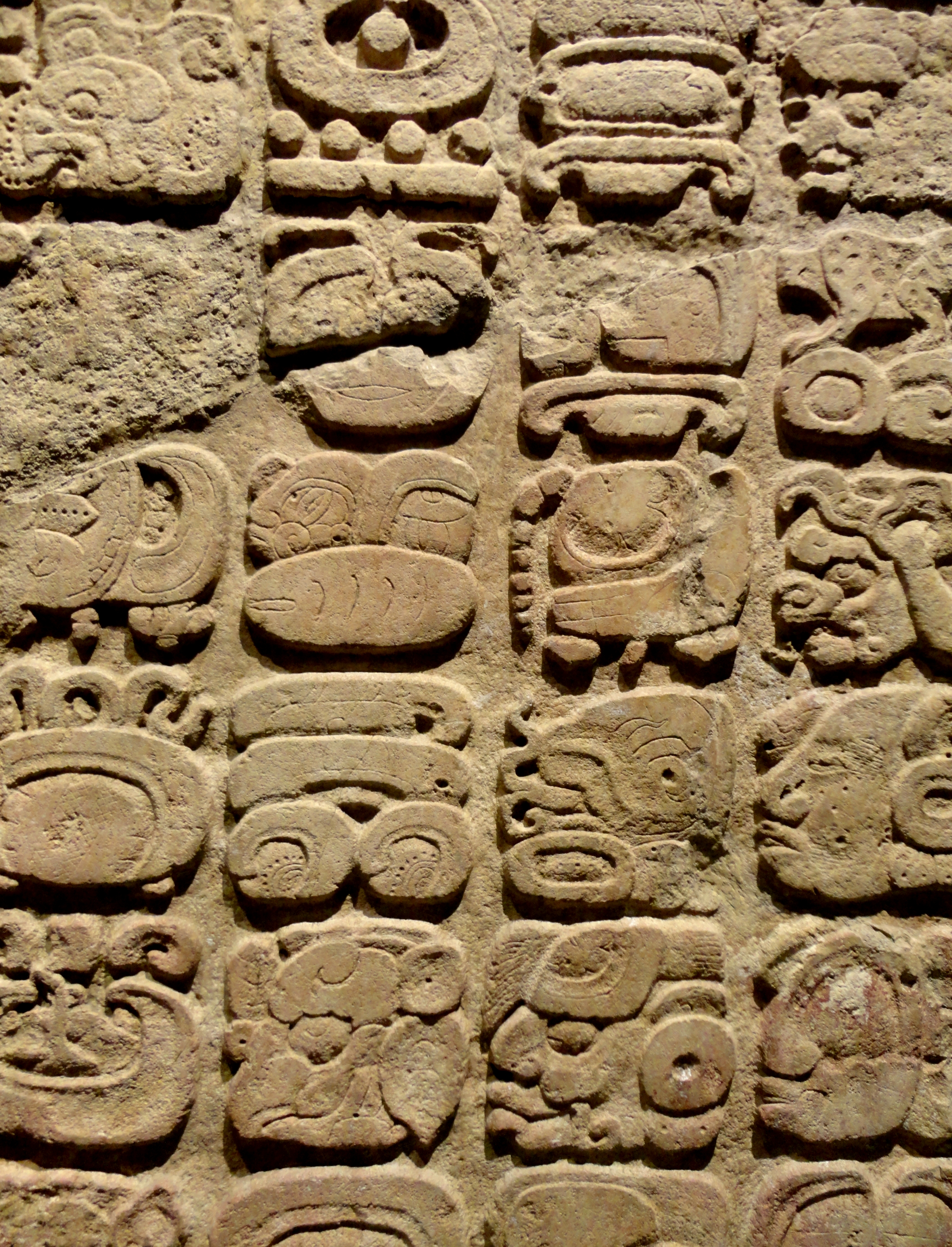
Glifos Mayas en el Museo Nacional de Antropología.

Como los primeros ensayos de Knorozov contenían pocas lecturas nuevas y los editores eran soviéticos, algunos mayistas occidentales simplemente desconocieron el trabajo de Knorozov. Sin embargo, en la década de 1960 más llegaron a ver el enfoque silábico potencialmente fructífero, y se empezaron a desarrollar posibles lecturas fonéticas de los símbolos cuyo significado general fuera comprendido a partir del contexto. El epigrafista Eric S. Thompson fue uno de los mayores oponentes de Knorosov y de su enfoque silábico. Se ha dicho que los desacuerdos de Thompson retrasaron el desciframiento.
En 1959, al examinar lo que la académica ruso-estadounidense Tatiana Proskouriakoff denominó "un patrón de fechas peculiar" en inscripciones monumentales de piedra en el sitio maya clásico de Piedras Negras, Proskouriakoff determinó que estas representaban eventos en la vida de un individuo, más que estar relacionados con la religión, la astronomía, o las profecías, como lo sostenía la "vieja escuela" representada por Thompson. Esto probó ser cierto para muchas inscripciones mayas, y reveló que los registros epigráficos mayas estaban relatando historias reales de gobernantes, historias de dinastías similares en su naturaleza a las registradas en culturas humanas letradas por todo el mundo. De repente los mayas ingresaron en la historia escrita.
Aunque ya era claro lo que había en muchas inscripciones mayas, aún no podían ser literalmente leídas. No obstante se logró un progreso mayor durante las décadas de 1960 y 1970, utilizando una multitud de aproximaciones que incluían análisis de patrones, el "alfabeto" de Landa, los hallazgos de Knorozov, y otros. En la historia del desciframiento de los mayas, no podía separarse el trabajo de arqueólogos, historiadores de arte, epigrafistas, lingüistas, y antropólogos. Todos contribuyeron a un proceso verdadera y esencialmente multidisciplinario. Entre las figuras claves estaban incluidos David H. Kelley, Ian Graham, Gilette Griffin, y Michael Coe.
Sucedieron hallazgos en la década de 1970, particularmente, en la primera Mesa Redonda de Palenque, una conferencia académica organizada por Merle Greene Robertson en el sitio maya clásico de Palenque realizada en diciembre de 1973. Un grupo de trabajo fue conducido por Linda Schele, una historiadora de arte y epigrafista de la Universidad de Texas en Austin, que incluía a Floyd Lounsbury, un lingüista de la Universidad de Yale, y Peter Mathews, por entonces estudiante de David H. Kelley en la Universidad de Calgary (a quien Kelley envió por no haber podido asistir él). En una tarde ellos lograron descifrar la primera lista dinástica de reyes mayas: los antiguos reyes de la ciudad de Palenque. Mediante la identificación de un signo como un título real importante (que se lee recurrentemente k'inich), el grupo pudo identificar y "leer" las historias de vida (desde el nacimiento, hasta el ascenso al trono, y la muerte) de seis reyes de Palenque.
Desde ese punto, el progreso continuó a paso exponencial, no solamente en el desciframiento de los glifos mayas, sino también hacia la construcción de una comprensión nueva de la civilización maya, basada en la Historia. En 1988, Wolfgang Gockel publicó una traducción de las inscripciones de Palenque basadas en una interpretación morfémica, en lugar de silábica, de los textos glíficos. La "vieja escuela" seguía rechazando los resultados de la nueva academia por algún tiempo más. Un acontecimiento decisivo que ayudó a cambiar el viento a favor del nuevo enfoque ocurrió en 1986, en una exhibición titulada "La Sangre de los Reyes: Una nueva interpretación del arte maya (The Blood of Kings: A New Interpretation of Maya Art)". Esta fue organizada por InterCultura y el Museo de Arte Kimbell y curada por Schele y la historiadora de arte de Yale Mary Miller. Esta exhibición y el catálogo para los asistentes –con publicidad internacional– revelaron a una vasta audiencia el nuevo mundo que se había abierto recientemente gracias al avance en el desciframiento de las inscripciones mayas. 
Ahora no solo se podía leer y entender una historia real de la América antigua, sino que la luz que cubría los restos materiales de los mayas los muestra como individuos reales y reconocibles. Quedaron revelados como personas con una historia como la de todas las demás sociedades humanas, llena de guerras, luchas dinásticas, alianzas políticas cambiantes, sistemas religiosos y artísticos complejos, expresiones de propiedad y soberanía personal, y así sucesivamente. Además, la nueva interpretación, como lo demostró la exhibición, daba sentido a muchas obras de arte cuyo significado había sido oscuro, y mostraba cómo la cultura material de los mayas representaba un sistema cultural y una cosmovisión completamente integrados. Atrás quedaba el antiguo punto de vista de Thompson de los mayas como astrónomos pacíficos sin conflictos u otros atributos característicos de la mayor parte de las sociedades humanas. 
Sin embargo, tres años más tarde, en 1989, un contraataque final fue lanzado por quienes todavía eran renuentes a la interpretación moderna del desciframiento. Esto ocurrió en una conferencia en Dumbarton Oaks. No se atacaba directamente a la metodología ni a los resultados del desciframiento y se sostenía que los textos mayas antiguos habían sido leídos, pero que eran "epifenomenales". Este argumento se extendió desde una perspectiva populista para decir que los textos descifrados trataban solamente de los asuntos y creencias de la élite de la sociedad, y no acerca de mayas del común. Michael Coe en oposición a esta idea describió "epifenomenal" como:
- una insignificante palabra con el objeto de decir que la escritura maya es solo de aplicación marginal ya que es secundaria a aquellas instituciones más primarias –economía y sociedad– tan bien estudiadas por los arqueólogos de terreno.

Linda Schele observó luego de la conferencia que esto es como decir que las inscripciones del antiguo Egipto –o los escritos de los filósofos o los historiadores griegos– no revelan nada importante sobre sus culturas. La mayoría de documentos escritos en la mayor parte de culturas nos cuentan acerca de la élite, debido a que en la mayor parte de las culturas del pasado, solo había algunos que podían (conocían o tenían los medios para) escribir (o podían hacer registrar cosas mediante escribas o grabarlas en monumentos).

## Silabograma
El progreso en el desciframiento continúa a paso rápido actualmente, y los académicos aceptan en general que ahora más del 90 por ciento de los textos mayas se pueden leer con precisión razonable. Hacia 2004, como mínimo se conocía un glifo fonético para cada una de las sílabas marcadas como se muestra en siguiente tabla:
|   | (ʼ) | b  | ch | chʼ | h  | j  | k  | kʼ | l  | m  | n  | p  | s  | t  | tʼ | tz | tzʼ | w  | x  | y  |
| - | --- | -- | -- | --- | -- | -- | -- | -- | -- | -- | -- | -- | -- | -- | -- | -- | --- | -- | -- | -- |
| a | Sí  | Sí | Sí | Sí  | Sí | Sí | Sí | Sí | Sí | Sí | Sí | Sí | Sí | Sí |    | Sí | Sí  | Sí | Sí | Sí |
| e | Sí  | Sí | Sí | ?   | Sí | Sí | Sí | Sí | Sí | Sí | Sí | Sí | Sí | Sí |    | Sí | ?   |    | ?  | Sí |
| i | Sí  | Sí | Sí |     | Sí | Sí | Sí | Sí | Sí | Sí | Sí | Sí | Sí | Sí |    | Sí | Sí  | Sí | Sí | Sí |
| o | Sí  | Sí | Sí | Sí  | Sí | Sí | Sí | Sí | Sí | Sí | Sí | Sí | ?  | Sí | Sí |    | Sí  | Sí | Sí | Sí |
| u | Sí  | Sí | Sí |     | Sí | Sí | Sí | Sí | Sí | Sí | Sí | Sí | Sí | Sí | Sí | Sí | Sí  | No | Sí | Sí |

Tabla del silabograma por glifos:
|         | a | e | i | o | u |
| ------- | - | - | - | - | - |
|         |   |   |   |   |   |
| b’      |   |   |   |   |   |
| ch /tʃ/ |   |   |   |   |   |
| ch’     |   |   |   |   |   |
| h /h/   |   |   |   |   |   |
| j /x/   |   |   |   |   |   |
| k       |   |   |   |   |   |
| k’      |   |   |   |   |   |
| l       |   |   |   |   |   |
| m       |   |   |   |   |   |
| n       |   |   |   |   |   |
| p       |   |   |   |   |   |
| s       |   |   |   |   |   |
| t       |   |   |   |   |   |
| t’      |   |   |   |   |   |
| tz /ts/ |   |   |   |   |   |
| tz’     |   |   |   |   |   |
| w       |   |   |   |   |   |
| x /ʃ/   |   |   |   |   |   |
| y /j/   |   |   |   |   |   |
|         | a | e | i | o | u |

## Mayistas
Los principales estudiosos de la lengua maya incluyen a muchos arqueólogos, epígrafos, lingüistas e historiadores. Algunos nombres en esta lista son:
- David Friedel de la SMU
- David Stuart de la University of Texas
- Nikolai Grube de la University of Bonn, Alemania
- Alfonso Lacadena de la Universidad Complutense de Madrid
- Ana García Barrios de la Universidad Rey Juan Carlos
- Simon Martin del University of Pennsylvania Museum
- William Fash de la Harvard University
- Diane Chase y Arlen Chase de la University of Central Florida
- Stephen Houston de la Brown University
- Arthur Demarest de la Vanderbilt University
- Robert Sharer de la University of Pennsylvania,
- William Sanders de la Pennsylvania State University,
- Karl Taube de la University of California, Riverside
- Marc Zender del Peabody Museum, Universidad de Harvard
- Dimitri Beliaev, de la Russian State University for the Humanities, en Moscú
- Nicholas Hopkins y Kathryne Josserand,
- John Robertson de la Brigham Young University
- Søren Wichmann del Max Planck Institute for Evolutionary Anthropology en Leipzig
- Linda Schele, University of Texas
- John F. Chuchiack IV, Missouri State University
- Maricela Ayala Falcón, Centro de Estudios Mayas-UNAM
- Guillermo Bernal Romero, Centro de Estudios Mayas-UNAM
- Erik Velásquez, Instituto de Investigaciones Estéticas-UNAM

Entre otros, incluyendo a varios estudiosos de Hispanoamérica, sobre todo en el área Maya.

### Citas
1. ↑  T. Kaufman & J. Justeson, "44. Epi-Olmec", 2004, en The Cambridge Encyclopedia of the World's Ancient Languages.
2. ↑  Harri Kettunen, Christophe Helmke (2010). «Introducción a los jeroglíficos mayas». p. 9. Consultado el 5 de abril de 2016.
3. ↑  Beatriz de la Fuente (1995). «La pintura mural prehispánica en México». UNAM. Consultado el 18 de marzo de 2016.
4. ↑   Early Thoughts on the sajal Title, David Stuart (En Inglés)
5. ↑  Lacadena García-Gallo, A. y A. Ciudad Ruiz (1998). Reflexiones sobre la estructura política maya clásica. Anatomía de una Civilización: Aproximaciones Interdisciplinarias a la Cultura Maya. A. Ciudad Ruiz, M. I. Ponce de León and M. Martínez Martínez. Madrid, Sociedad Española de Estudios Mayas: 31-64.
6. ↑  Berlin, H. (1958). "El Glifo Emblema en las inscripciones Maya." Journal de la Société des Américanistes de Paris 47: 111-119.
7. ↑  Marcus, J. (1976). Emblem and state in the classic Maya Lowlands: an epigraphic approach to territorial organization. Washington, Dumbarton Oaks Trustees for Harvard University.
8. ↑  Marcus, J. (1973) Territorial Organization of the Lowland Classic Maya. Science. 1973 June 1;180 (4089):pp. 911-916
9. ↑  Véase Mathews (1991)
10. ↑  Stuart, D. and S. D. Houston (1994). Classic Maya place names. Washington, D.C., Dumbarton Oaks Research Library and Collection.
11. ↑  Houston (1993; in particular, pp.97–101).
12. ↑  Fuente: A.Tokovinine(2006)People from a place: re-interpreting Classic Maya "Emblem Glyphs". Documento presentado en la 11a Conferencia Europea Maya "Ecología, Poder, y Religión en el paisaje maya", Universidad de Malmö , Suecia, 4-9 de diciembre de 2006.
13. ↑  See Saturno, et al. (2006).
14. ↑  «Atlas etnográfico de Petén. CAPÍTULO III Los Monumentos de Tikal». p. 106. Archivado desde el original el 25 de enero de 2020. Consultado el 31 de agosto de 2020.
15. ↑  Ivanoff, Pierre (1929). Civilizaciones maya y azteca. Mas-Ivars editores, Valencia. p. 10.
16. ↑   In the Shadow of the Moon: The Science, Magic, and Mystery of Solar Eclipses - Anthony Aveni
17. ↑  El monumento de Knórosov en Mérida, Yucatán, México
18. ↑  Yuri Knorosov at Britannica
19. ↑  Yuri Knorosov (en ruso)
20. ↑  «El ruso que descifró la escritura maya». Archivado desde el original el 29 de marzo de 2018. Consultado el 29 de marzo de 2018.
21. ↑   Mayan hieroglyphic writing (2008). En Encyclopædia Britannica. Consultado el 06 de junio del 2017.
22. ↑  Schele and Friedel (1990), Soustelle (1984).
23. ↑  Coe 1992, pp. 125-144
24. ↑  Coe 1992, pp. 167-184
25. ↑  Kettunen y Helmke, 2014.
26. ↑  «Updated List of Characters for Mayan Codices». Unicode.org. Consultado el 24 de abril de 2021.
27. ↑  Pitts, Mark (2008). «Writing in Maya Glyphs: Names, Places, & Simple Sentences : A Non-Technical Introduction to Maya Glyphs». FAMSI. pp. s. 16-22.